# Abdullah Sediqi
Abdullah Sediqi (25 dicembre 1996) è un taekwondoka afghano.
Ha partecipato ai Giochi di Tokyo 2020 come membro degli Atleti Olimpici Rifugiati, gareggiando nella categoria dei 68 kg.